# Octavia V. Rogers Albert
Octavia Victoria Rogers Albert (Oglethorpe, Georgia, Estados Unidos, 24 de diciembre de 1853 - 19 de agosto de 1889) fue una escritora y biógrafa estadounidense afroamericana. Documentó la esclavitud en los Estados Unidos a través de una colección de entrevistas con ex esclavos en su libro The House of Bondage: or, Charlotte Brooks and Other Slaves, publicado póstumamente en 1890.

## Biografía
Octavia Albert nació en Oglethorpe, Georgia, donde vivió en esclavitud hasta la emancipación. Asistió a la Universidad de Atlanta, donde estudió para ser maestra. Vio la enseñanza como una forma de adoración y servicio cristiano y recibió su primer trabajo como maestra en Montezuma, Georgia. En 1874, alrededor de los veintiún años, se casó con otro maestro, el Dr. Aristide Elphonso Peter Albert, y tuvo una hija, Laura T. Albert. Su marido fue ordenado ministro en la Iglesia Metodista Episcopal Africana en 1877 y ella se convirtió a la Iglesia Metodista Episcopal Africana en 1875, una iglesia dependiente del ministerio de Henry McNeal Turner, un congresista y destacado activista político. Después de su conversión, Albert enseñó porque veía la enseñanza como una forma de adoración y como parte de su servicio cristiano, como sus compañeros contemporáneos. Mientras enseñaba en Montezuma, Georgia, tanto ella como su esposo se convirtieron en firmes defensores de la educación y la “American religion” mientras usaban su hogar para enseñar lecciones de lectura y escritura. A.E.P. Albert se convirtió en un ministro ordenado en la Iglesia Metodista Episcopal Africana en 1877. Poco después de que la pareja se casara se mudaron a Houma, Louisiana.

### The House of Bondage, or Charlotte Brooks and Other Slaves
En Houma, Luisiana, comenzó a realizar entrevistas a hombres y mujeres que una vez fueron esclavizados.Conoció a Charlotte Brooks por primera vez en 1879 y decidió entrevistarla más tarde, junto con otros antiguos esclavos de Luisiana. Estas entrevistas fueron la materia prima de su colección de narraciones. Aunque la mayor parte del libro se centra en la narración de Charlotte Brooks, Albert también implementó las entrevistas de los ex esclavos John Goodwin, Lorendo Goodwin, Lizzie Beaufort, el coronel Douglass Wilson y una mujer conocida como Hattie. Sus entrevistas y experiencias dieron forma a su libro The House of Bondage, o Charlotte Brooks and Other Slaves como una mezcla de historias de esclavos que expondrían la inhumanidad de la esclavitud y sus efectos en las personas. El objetivo de Albert al escribir su libro era contar las historias de los esclavos, su libertad y su adaptación a una sociedad cambiante para "corregir y crear historia". Las historias de Charlotte Brooks y los demás finalmente se compilarían en un libro después de Octavia. muerte, publicado por Nueva York: Hunt y Eaton en 1890. Octavia Albert murió el 19 de agosto de 1889 antes de que The House of Bondage se hiciera ampliamente conocida.